# ロレンツォ・イェーツ
ロレンツォ・イェーツ（英語: Lorenzo Gordin Yates、1837年1月12日 - 1909年1月）は、アメリカ合衆国のアマチュア古生物学者、博物学者である。

## 略歴
イギリスのテムズ川河口のシェピー島で生まれた。14歳でニューヨークに渡った。さまざまな学問を学び、鉱物学や化石の収集も行ったが最終的に歯科医となり1861年にウィスコンシン州で開業した。ウィスコンシンで結婚し、1864年に夫婦でカリフォルニア州のセンタービルに移り、歯科医を続ける一方、カリフォルニア州のフリーモント近くのミッション・ピークで化石の探索を行った。
1867年と1876年の間、フリーモントのアーヴィントン地域で、チャールズ・アレン（Charles Allen）、エメリー・ムニャン（Emery Munyan）らと象や馬の化石を探索した。1871年にMission San Jose地域で、マストドンの牙と顎の化石を発見し、24インチの顎の化石はカリフォルニア州でそれまで発見された化石のうち、最も完全なものであった。象の顎の化石は鑑定のためにイェール大学に送られ、さらに1872年に地下12mの深さから掘り出した象の化石は鑑定のためにワバッシュ・カレッジに送られた。アラメダでいくつかの水陸棲の動物の化石も発見した。
1881年にサンタバーバラに移り、サンタバーバラ自然史学会の会員として没するまで働いた。イェーツの標本のいくつかはサンフランシスコのゴールデン・ゲート・パーク博物館に移され、多くはリンカーン学区に寄贈された。